# Serbische Fußballnationalmannschaft (U-21-Männer)
Die serbische U-21-Fußballnationalmannschaft (serbisch-kyrillisch Фудбалска репрезентација Србије за играче до 21 године/Fudbalska reprezentacija Srbije za igrače do 21 godine) ist eine Auswahlmannschaft serbischer Fußballspieler. Sie unterliegt dem Fudbalski savez Srbije (FSS), dem Serbischen Fußball-Bund und repräsentiert ihn international auf U-21-Ebene, etwa in Freundschaftsspielen gegen die Auswahlmannschaften anderer nationaler Verbände oder bei Europameisterschaften des Kontinentalverbände UEFA.
Die Mannschaft wird, sowohl von der FIFA als auch von der UEFA, als direkter Nachfolger der Jugoslawischen U-21- (1976–2003) und der Serbisch-montenegrinischen U-21-Fußballnationalmannschaft (2003–2006) behandelt. Spielberechtigt sind Spieler, die ihr 21. Lebensjahr noch nicht vollendet haben und die serbische Staatsangehörigkeit besitzen. Bei Turnieren ist das Alter beim ersten Qualifikationsspiel bzw. am 1. Januar des in den Turnierregeln genannten Jahres maßgeblich. So durften für die 2017 begonnene Qualifikation zur EM 2019 Spieler eingesetzt werden, die am oder nach dem 1. Januar 1996 geboren wurden.

## Geschichte
Nachdem man zuvor als Serbien-Montenegro, als dessen Nachfolgemannschaft man sich versteht, erfolgreich an den beiden U21-Endrunden 2004 in Deutschland und 2006 in Portugal teilgenommen hat, gelangte man 2004 bis ins Finale der EM ehe man an Italien mit 3:0 scheiterte. Zwei Jahre später gelang der Mannschaft der Halbfinaleinzug, wo man jedoch im Elfmeterschießen 5:4 gegen die Ukraine unterlag. Den letzten großen Erfolg stellt die Finalteilnahme bei der EM 2007 statt. Im Finale unterlag man dem Gastgeber Niederlande mit 4:1. Der Finaleinzug 2007 stellt zudem die erste Teilnahme und den größten Erfolg der U21-Serbiens seit der Abspaltung Montenegros im Jahr 2006 dar. Für die EM 2009 in Schweden qualifizierte man sich über die Relegationsspiele gegen Dänemark, in denen man sowohl im Heim- als auch im Rückspiel 1:0 siegte. Nachdem man die EM 2011 in Dänemark und die EM 2013 in Israel verpasst hatte, gelang unter Radovan Ćurčić die Qualifikation für die EM 2015 in Tschechien. Dabei qualifizierte man sich über die Play-off-Spiele gegen Titelverteidiger Spanien, als man nach einem 0:0-Heimspiel, im Rückspiel im Estadio Ramón de Carranza in Cádiz 2:1 siegte. Den Siegtreffer gelang Filip Kostić vom VfB Stuttgart in der Nachspielzeit. Als Ćurčić zum Nachfolger von Dick Advocaat bei der A-Nationalmannschaft-Serbiens benannt worden war, folgte ihm Mladen Dodić, der die U21-Serbiens bei der EM 2015 betreute. Obwohl sich Serbien in der Qualifikation zur EM 2015 unter Ćurčić sogar gegen Spanien durchsetzen konnte, schieden sie unter Dodić jedoch bereits in der Vorrunde als letzte Mannschaft in einer Gruppe mit Dänemark, Deutschland und Tschechien aus. Daraufhin kam es erneut zu einem Trainerwechsel. Tomislav Sivic führte Serbiens U-21 erfolgreich durch die Qualifikation zur EM 2017 nach Polen. Ein Weiterkommen über die Vorrunde hinaus unter Trainer Nenad Lalatović gelang jedoch im Anschluss nicht. Ab 18. August 2017 übernahm Goran Đorović die Mannschaft und führte sie erneut erfolgreich durch die Qualifikation zur EM 2019 in Italien und San Marino.

## Teilnahme bei U-21-Europameisterschaften
| 1978                           | nicht qualifiziert |
| 1980                           | nicht qualifiziert |
| 1982                           | nicht qualifiziert |
| 1984                           | nicht qualifiziert |
| 1986                           | nicht qualifiziert |
| 1988                           | nicht qualifiziert |
| 1990                           | nicht qualifiziert |
| 1992                           | nicht qualifiziert |
| 1994 in Frankreich             | nicht qualifiziert |
| 1996 in Spanien                | nicht qualifiziert |
| 1998 in Rumänien               | nicht qualifiziert |
| 2000 in der Slowakei           | nicht qualifiziert |
| 2002 in der Schweiz            | nicht qualifiziert |
| 2004 in Deutschland            | Finale             |
| 2006 in Portugal               | Vierter            |
| 2007 in den Niederlanden       | Finale             |
| 2009 in Schweden               | Vorrunde           |
| 2011 in Dänemark               | nicht qualifiziert |
| 2013 in Israel                 | nicht qualifiziert |
| 2015 in Tschechien             | Vorrunde           |
| 2017 in Polen                  | Vorrunde           |
| 2019 in Italien und San Marino | Vorrunde           |
| 2021 in Slowenien & Ungarn     | nicht qualifiziert |
| 2023 in Rumänien & Georgien    | nicht qualifiziert |

Bemerkung: Zwischen 1978 und 1992 wurde die Endrunde einer U-21-Europameisterschaft nicht in einem Land ausgetragen, sondern durch Hin- und Rückspiele in den jeweiligen teilnehmenden Nationen absolviert.